# 維霍列夫卡
56°07′N 101°11′E / 56.117°N 101.183°E
維霍列夫卡（俄语：Ви́хоревка）是俄羅斯伊爾庫茨克州西部的一個城市，位於維霍列夫卡河畔，距州府伊爾庫茨克西北916公里、布拉茨克西南35公里。2002年人口24,763人。
1957年建立，其名是紀念一位在1630年被通古斯人殺死的火枪手百夫长。1966年建市。